# Hilbersdorf (Bobritzsch-Hilbersdorf)
Hilbersdorf – dzielnica gminy Bobritzsch-Hilbersdorf w Niemczech, w kraju związkowym Saksonia, w okręgu administracyjnym Chemnitz, w powiecie Mittelsachsen. Do 31 grudnia 2011 była to samodzielna gmina wchodząca w skład wspólnoty administracyjnej Freiberg, którą dzień później rozwiązano.

## Współpraca
Miejscowość partnerska gminy:
- Hechthausen, Dolna Saksonia